# 美國怪談：鬼殺人
《美國怪談：鬼殺人》（英語：An American Haunting）是一部2005年的超自然恐怖電影，由康尼·索羅門編劇和導演，唐纳德·萨瑟兰、西席·斯貝西克、詹姆士·達西和瑞秋·哈伍德主演。該片於2005年11月5日在AFI電影節上進行了預映，並於2006年4月14日在英國上映，隨後於5月5日在美國上映。該片由英國、加拿大、羅馬尼亞和美國合拍。
影片改編自布倫特·莫納漢的小說《貝爾女巫：美國怪談》（The Bell Witch: An American Haunting）。小說中的事件取材於貝爾女巫的傳說。這部電影讲述19世紀贝齐·貝爾的经历在21世紀刚刚離婚的母親（蘇珊·奧爾格倫饰）的女兒（伊莎貝爾·阿爾格林-多雷饰）身上重现的故事。

## 剧情
一個面露惧色的小女孩穿過森林跑進她的房子，以逃避看不見的威脅。當她看到貝爾女巫，一個化身為女孩的幽靈時，她尖叫著醒來。她的母親告诉她这祇是個夢，並提醒她這週她要去看望父親。母親走到她的辦公桌前，拿起裝滿舊信件的活頁夾，上面有一張自稱是祖先的人的便條。這些信件似乎是用19世紀的文字書寫的。
故事来到19世紀初，讲述貝爾女巫的故事。约翰·贝尔被带到教会法庭，被认定犯有盜竊土地的罪行。教会释放了他，认为他的名誉有所损失，已经是足够的惩罚。土地所有者凱特·巴茨因聲稱使用巫術而在村里聲名狼藉。
奇怪的事件開始發生，約翰相信巴茨詛咒了他。贝齐開始看起來病得很重，而且情況愈演愈烈。贝齐的年輕老師理查德·鮑威爾注意到她行為的變化。貝爾一家告訴他，他們擔心這是超自然現象。鮑威爾想要證明這是不可能的，因為鬼魂并不存在。镜头暗示理查德愛上了贝齐。
理查德留在貝爾家觀察贝齐的行為。當他看到贝齐懸在空中，好像有人抓住她的頭髮時，他的理論才被證明是錯誤的。贝齐遭到鬼魂的性侵犯。約翰失去了理智，看到了貝爾女巫的多種形態。約翰要求凱特·巴茨殺了他並解除她的詛咒。她拒絕並告訴他是他詛咒了自己。約翰試圖自殺，但鬼魂阻止了他。
贝齐得到了一个启示：对她和她父亲的攻击是由一个超自然的存在造成的，而这个超自然的存在是由她的纯真而产生的。她需要“記住”，她痛苦的真正原因是她父親對她的性虐待。贝齐的母親露西也有同樣的啟示，因為她目睹了性侵犯事件，但她和贝齐都把这件事藏在心里。贝齐在母親的注視下用藥物毒死了现已臥床不起的父親。然後贝齐出現在她父親的墳墓前，鬧鬼事件再也没有发生过了。
回到現在，女兒說她父親來接她過週末。母亲把女兒送到在外面等候的前夫身边。贝齐的鬼魂突然出現，看起來不祥的样子。母親意識到贝齐是在警告她，女兒和前夫之間有些不對勁。
她跑出家門，車開走了，她瞥見女兒憂心忡忡的臉從車窗向外張望。言下之意是父親在對她進行性虐待。她追著前夫的車，瘋狂地喊著他的名字。

## 演员
- 唐纳德·萨瑟兰 饰 约翰·贝尔
- 西席·斯貝西克 饰 露西·贝尔
- 詹姆士·達西 饰 理查德·鲍威尔
- 瑞秋·哈伍德 饰 贝齐·贝尔
- 馬修·馬希（英语：Matthew Marsh (actor)） 饰 詹姆斯·约翰斯顿
- 汤姆·费尔 饰 小约翰·贝尔
- 佐伊·索恩 饰 塞尼·索恩
- 蓋耶·布朗 饰 凯特·巴茨
- 山姆·亞歷山大 饰 乔舒亚·加德纳
- 米奎爾·布朗（英语：Miquel Brown） 饰 克洛艾

## 评价
《美國怪談：鬼殺人》受到評論家的嚴厲批評，在Metacritic上的評分為38/100，表示“普遍不利的評論”。爛番茄基于71條評論给出評分為14%；共識指出：“嗯，电影看起來不錯。但它不應該是恐怖的嗎？”